# Steve Cram
Steve Cram (* 14. Oktober 1960 in Gateshead, England) ist ein ehemaliger britischer Leichtathlet, der für Jarrow antrat. Er war Mitglied der starken Gruppe von britischen Mittelstreckenläufern, die in den 1980er Jahren die internationalen Wettbewerbe dominierten. Cram war der erste Mensch, der die 1500 Meter unter 3:30 Minuten lief.

## Karriere
Im Alter von 19 Jahren nahm er in Moskau erstmals an Olympischen Spielen teil, belegte im Rennen über 1500 Meter aber nur den achten Platz.
Sein Durchbruch an die Weltspitze gelang ihm 1982, als er über 1500 Meter zunächst Europameister wurde und kurz danach das Rennen bei den Commonwealth Games gewann. Im Jahr darauf siegte er auch bei den erstmals ausgetragenen Weltmeisterschaften und wurde zur BBC Sports Personality of the Year, zum Sportler des Jahres in Großbritannien, gewählt.
Eine olympische Goldmedaille blieb Cram versagt. Nicht in Bestform, unterlag er 1984 bei den Olympischen Spielen in Los Angeles seinem Landsmann und Titelverteidiger Sebastian Coe.
Auf dem Höhepunkt seiner Leistungskurve verbesserte Cram am 16. Juli 1985 in Nizza den mehr als zwei Jahre alten Weltrekord seines Landsmanns Steve Ovett über 1500 Meter um mehr als eine Sekunde auf 3:29,67 min. In diesem Duell mit dem Marokkaner Saïd Aouita blieb er als erster und Aouita als zweiter Mensch unter der 3:30-Minuten-Marke über 1500 Meter. Elf Tage später, am 27. Juli 1985, stellte er bei den Bislett Games in Oslo über eine Meile einen neuen Weltrekord auf und verbesserte die vier Jahre alte Bestmarke von Sebastian Coe um eine Sekunde auf 3:46,32 min.
In Edinburgh bei den Commonwealth Games 1986 gewann Cram beide Mittelstrecken mit jeweils mehr als einer Sekunde Vorsprung. Bei den Europameisterschaften 1986 gewann er über 800 Meter Bronze hinter Coe und dem Schotten Tom McKean. Über 1500 Meter gewann er vor Coe und verteidigte seinen Titel von 1982.
Danach war Cram häufig verletzt und konnte nur noch gelegentlich seine Klasse zeigen. Bei den Olympischen Spielen 1988 in Seoul verpasste er als Vierter in 3:36,24 min die Bronzemedaille um drei Hundertstelsekunden. Bei den Europameisterschaften 1990 wurde er noch einmal Fünfter.
Cram arbeitet heute hauptsächlich für die BBC als Fernsehmoderator und Kommentator bei Leichtathletikveranstaltungen.

## Persönliche Bestleistungen
- 800 Meter: 1:42,88 min, 1985
- 1000 Meter: 2:12,88 min, 1985
- 1500 Meter: 3:29,67 min, 1985
- 1 Meile: 3:46,32 min, 1985
- 3000 Meter: 7:43,1 min, 1983
- 5000 Meter: 13:28,58 min, 1989